# NWave Pictures
NWave Pictures, stylisé en nWave Pictures, est un studio de cinéma belge spécialisé dans la production de longs métrages d'animation.

## Histoire
nWave Studios a été fondé en 1994 par Ben Stassen.
En septembre 2018, le groupe de production MZM de Matthieu Zeller a acquis une participation majoritaire dans nWave Pictures.

## Liste des films
- 2008 : Fly Me to the Moon de Ben Stassen
- 2010 : Le Voyage extraordinaire de Samy (A Turtle's Tale: Sammy's Adventures) de Ben Stassen
- 2012 : Sammy 2 (A Turtle's Tale 2: Sammy's Escape from Paradise) de Ben Stassen
- 2013 : Le Manoir magique (The House of Magic) de Vincent Kesteloot et Ben Stassen
- 2016 : Robinson Crusoé (Robinson Crusoe) de Vincent Kesteloot et Ben Stassen
- 2018 : Bigfoot Junior (The Son of Bigfoot) de Ben Stassen et Jérémie Degruson
- 2019 : Royal Corgi (The Queen's Corgi) de Ben Stassen et Vincent Kesteloot
- 2020 : Bigfoot Family de Ben Stassen et Jérémie Degruson
- 2022 : Hopper et le Hamster des ténèbres (Chickenhare and the Hamster of Darkness) de Ben Stassen et Benjamin Mousquet
- 2023 : Les Inséparables (The Inseparables) de Jérémie Degruson
- 2025 : AChickenhare and the Very Very (Very) Old Groundhog[3],[4]
- TBA : Yugly[5]

### Films 3D
- Thrill Ride: The Science of Fun (1997)
- Magic Carpet Adventure (1998)
- en:Encounter in the Third Dimension (1999)
- en:Alien Adventure (1999)
- Haunted Castle (2001)
- SOS Planet (2002)
- Misadventures in 3D (2003)
- Haunted House (2004)
- Wild Safari 3D (2005)
- Jett and Jin (2006)
- African Adventure: Safari in the Okavango (2007)
- Fly Me to the Moon 4D (2008)
- The Curse of Skull Rock (2009)
- Turtle Vision (2010)
- Pirate Story (2011)
- The Little Prince (2011)
- Castle Secret (2011)
- 20,000 Leagues Under the Sea (2012)
- Deepo: A Fish Story (2012)[6]
- The Good, The Bad and a Horse (2013)
- The House of Magic 4D (2013)
- Sherlock Holmes (2013)
- The Lost World (2013)[7]
- Haunted Mansion (2014)
- Knights Quest (2014)
- Robinson Crusoe 3D (2016)
- Birds of a Feather (2016)
- Return to the Lost World (2017)
- The Son of Bigfoot 4D (2017)
- Jolly Roger (2018)
- Chaos in Wonderland (2019)
- Dog Games (2019)
- Rex: A Royal Topdog (2019)
- Bigfoot Family 4D (2020)
- Wanted Alive (2021)
- Trapper's Adventures (2022)
- Meg and the Lost Specter (2022)
- Happy Family: Next Level (2023)[8]
- Theater of Dreams (2023)[9]